# Amanda Kurtovic
Amanda Kurtovic (parfois écrit Kurtović) est une joueuse de handball norvégienne née le 25 juillet 1991 à Karlskrona en Suède et évoluant au poste d'arrière droite. Elle compte à son palmarès un titre mondial obtenu en 2011 avec la sélection norvégienne et un titre olympique en 2012 avec cette même sélection.

## Carrière

### Enfance
Amanda Kurtovic naît en Suède d'une mère Suédoise et d'un père Croate, l'ancien joueur et entraîneur de handball Marinko Kurtović. A l'âge de 6 ans, sa famille quitte la Suède pour le Sandefjord TIF en Norvège car son père y a signé un contrat dans le club local.

### En club
Amanda Kurtovic évolue au début de sa carrière dans le club de Sandefjord TIF jusqu'en 2007. Elle joue ensuite à Nordstrand et est alors entraînée par son père, Marinko Kurtovic. Après un passage au Byåsen IL, Kurtovic rejoint le Larvik HK en 2011. Au sein de ce club, Kurtovic remporte le championnat de Norvège en 2011 et 2012 ainsi que la Ligue des champions en 2011. Kurtovic s'engage en juillet 2012 avec le club danois de Viborg HK.

### En équipe nationale
Après avoir gagné chez les juniors le championnat d'Europe et le championnat du monde avec la Norvège, Amanda Kurtovic débute en sélection nationale en mars 2011 par une victoire contre la Russie. En fin d'année, Kurtovic participe avec sa sélection au championnat du monde que la Norvège remporte en finale devant la France.
L'année suivante, Kurtovic fait partie de l'équipe de Norvège qui participe aux Jeux olympiques de Londres. Quatrième de son groupe lors de la phase de poules, la sélection norvégienne remporte le titre olympique en battant en finale le Monténégro.
En 2015, elle remporte le championnat du monde au Danemark en battant les Pays-Bas en finale.
Pour la saison 2017-2018, elle rejoint la Roumanie et le club du CSM Bucarest.
À l'été 2019, elle quitte la Roumanie et s'engage avec le club hongrois du Győri ETO KC, triple vainqueur de la Ligue des champions en titre. 

## Palmarès

### En sélection nationale
Jeux olympiques
- médaillée d'or aux Jeux olympiques de 2012 à Londres
- médaillée de bronze aux Jeux olympiques de 2016 à Rio de Janeiro

championnats du monde
- vainqueur du championnat du monde 2011,  Brésil
- vainqueur du championnat du monde 2015,  Danemark
- finaliste du championnat du monde 2017,  Allemagne

championnats d'Europe
- vainqueur du championnat d'Europe 2016,  Suède

autres
- vainqueur du championnat d'Europe junior en 2009[10]

### En club
compétitions internationales
- vainqueur de la coupe d'Europe des vainqueurs de coupe en 2014 (avec Viborg HK)
- vainqueur de la Ligue des champions en 2011 (avec Larvik HK sans participer à la finale)[11]

compétitions nationales
- championne de Roumanie en 2018 (avec CSM Bucarest)
- championne de Norvège en 2011, 2012, 2016 et 2017 (avec Larvik HK)
- championne du Danemark en 2014 (avec Viborg HK)
- vainqueur de la coupe de Roumanie en 2018 (avec CSM Bucarest)
- vainqueur de la coupe de Norvège en 2011, 2012, 2016 et 2017 (avec Larvik HK)
- vainqueur de la coupe du Danemark en 2014 (avec Viborg HK)

### Distinctions individuelles
- élue meilleure ailière droite du championnat d'Europe junior en 2009[12]